# ヤップ郵便局
ヤップ郵便局（ヤップゆうびんきょく）は日本の委任統治下にあった南洋群島ヤップ島において南洋庁が設置した郵便局。

## 概要

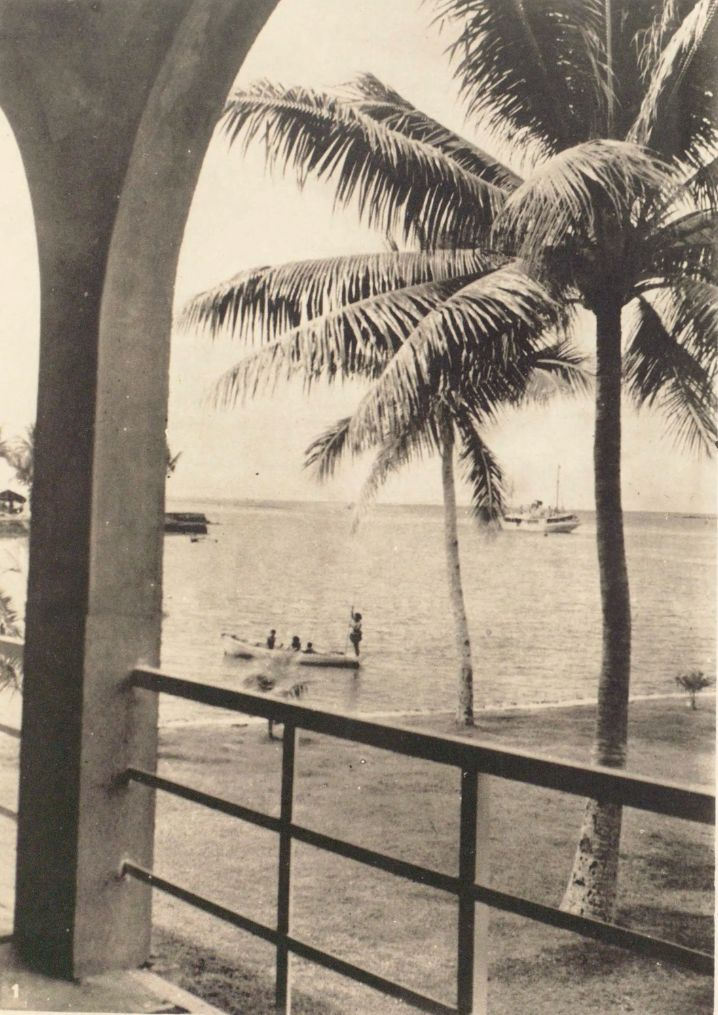
ヤップ郵便局からみた海の眺め。局舎は海のすぐそばにあった。

ヤップ郵便局は1922年（大正11年）4月1日に南洋庁の郵便局としてヤップ島に開設された。その前身は第一次世界大戦において独領ニューギニアの一部であった南洋群島を占領した日本海軍が設置した同島における海軍軍用郵便所と海軍特設無線電信所であった。1944年（昭和19年）5月1日に電気通信業務は国際電気通信のヤップ電報局に移管され、戦局の悪化に伴い同年8月に閉鎖された。
1944年（昭和19年）4月時点のヤップ郵便局においては、郵便、貯金、為替、簡易生命保険、郵便年金、郵便切手及び収入印紙の売捌等の業務のほか、内国並びに日満和欧文電報及び外国電報の電気通信業務が取扱われていた。郵便物の配達は行われず窓口において交付する形式を採ったが、電報についてはコロニヤ街より2キロメートルの範囲において配達を行っていた。また、海岸局や私設無線通信監視局としての使命も有した。一方、南洋群島において電話交換事務はパラオ郵便局、サイパン郵便局、トラック郵便局、ポナペ郵便局及びテニアン郵便局に限られ、ヤップ郵便局における取扱はなかった。
特色ある設備として独領時代に敷設された海底電信線があり、南洋群島と内地や台湾等の間において伝送される電報において活用された。この設備により、南洋群島においてヤップ郵便局のみが制限のない外国電報や内地や朝鮮との新聞電報を取扱った時期もあった。また、1935年（昭和10年）当時において無線通信によっていた南洋群島の他の島においては、内地との間の電報基本料金は40銭であったが、ヤップ島においてのみ35銭であった。
局舎は独領時代に建設されたものをそのまま用いたが、1930年（昭和5年）4月に改装が行われている。ほかに1927年（昭和2年）に鉄筋コンクリート造の無線送信所が建設されている。

## 歴史

### 概要

#### ドイツ統治下における電気通信網の構築

1905年（明治38年）頃の独領時代のヤップ島

1899年（明治32年）にドイツ国は米西戦争の影響により財政難に苦しむスペインからマリアナ諸島及びカロリン諸島を買収し（ドイツ領ニューギニア）、ヤップ島を中心として海底電信線による通信網を構築した。1905年（明治38年）4月28日にまずヤップ島 - 米領グアム島間及び同島 - 蘭印メナド間、同年11月1日に同島 - 上海間に海底電信線が構築され、また1909年（明治42年）には同島に無線電信局が開局し、同島 - アンガウル島、青島及びナウル間に連絡し得るようになった。1913年（大正2年）には新たに大規模な無線電信局が完成している。

#### 第一次世界大戦によるドイツ通信網の毀損

1914年（大正3年）から1915年（大正4年）にかけてドイツ東洋艦隊がたどった航路を示す図

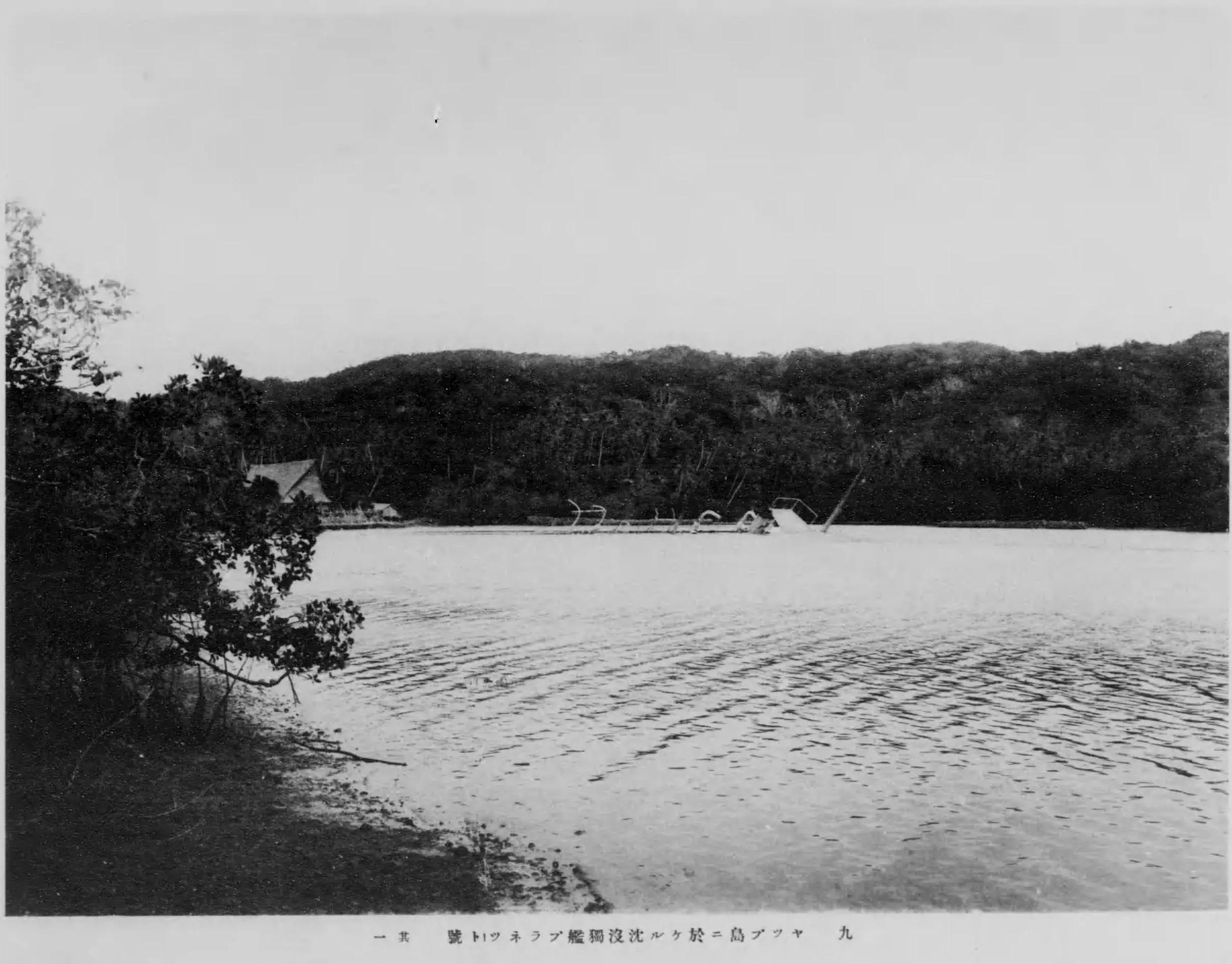
ヤップ島に沈むドイツ測量船プラネット

第一次世界大戦の勃発により1914年（大正3年）8月4日に英独間に戦端が開かれると、同月6日ドイツ東洋艦隊シャルンホルスト、グナイゼナウ及びニュルンベルクはポナペ島を発し、その捜索のため出発していた英国艦隊により同月11日にヤップ島は艦砲射撃を受け、上述の無線電信設備や海底電信線は破壊された。この後、同月23日に日本もドイツ国へ宣戦布告し、同年10月1日にパラオ群島方面戡定のため海軍少将（当時）松村龍雄率いる第二南遣支隊（薩摩、矢矧及び平戸）が佐世保を発し、同月7日にヤップ島を占領した。同島においては先述の通り英国艦隊による艦砲射撃を受けて通信設備は破損しており、その後は測量船プラネットの無線機を陸揚して通信していたが、日本海軍による占領にあたってドイツ人自らこれを破壊した。

#### 日本軍政下における逓信事務の開始

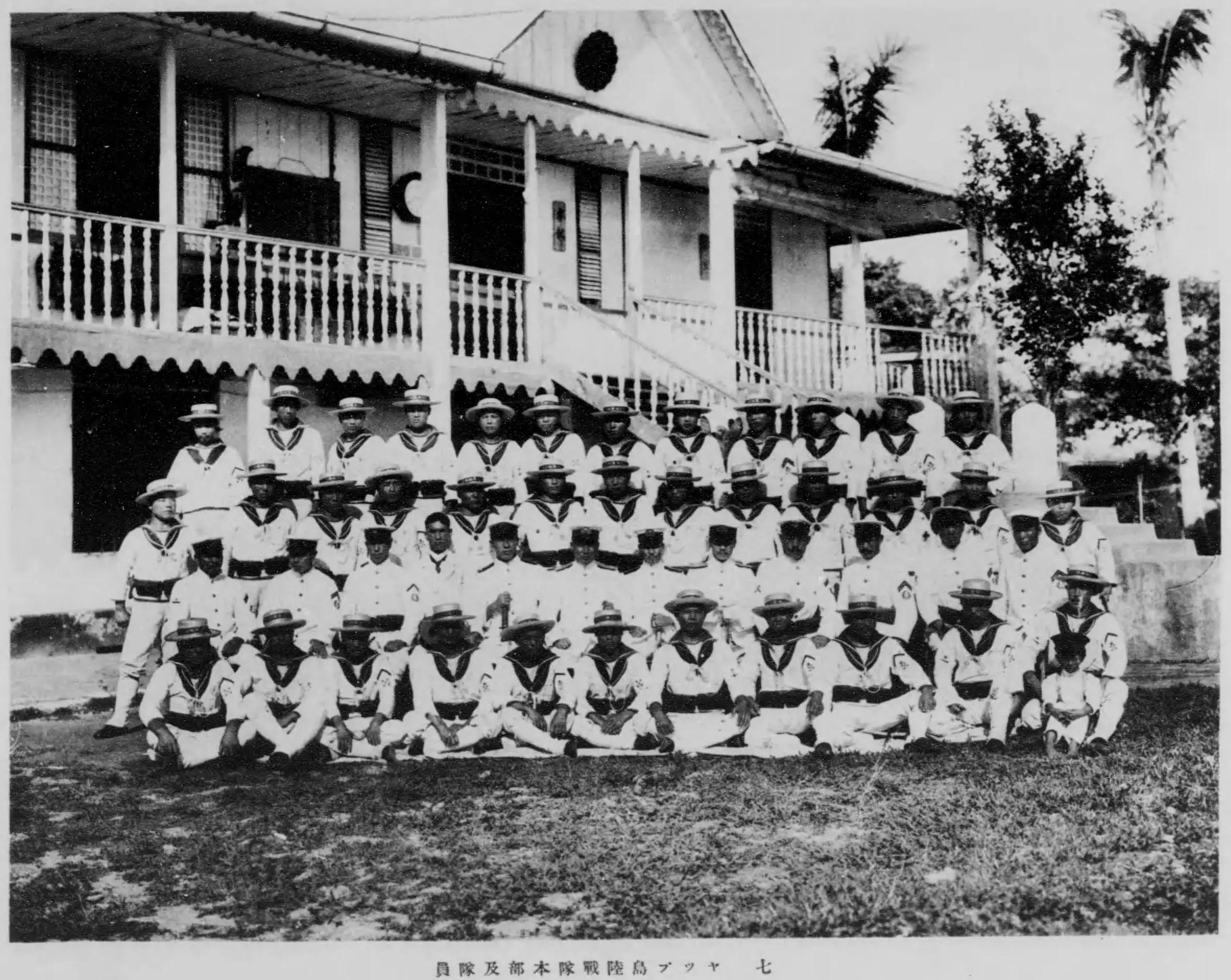
ヤップ島を占領した海軍陸戦隊の兵士とその本部

かくて日本海軍により占領された同島を含む南洋群島は日本の軍政下に入り、同年12月28日には臨時南洋群島防備隊条例（内令第401号）が施行され、臨時南洋群島防備隊司令官がその任に当たることとなった。当初ヤップ島にはヤップ分遣隊が置かれていたが、1915年（大正4年）4月にヤップ民政区を設けて名称をヤップ守備隊に改めている。同年9月6日にヤップ島にヤップ艦船郵便所を設置し、また同年10月15日に同島を含む南洋群島各地へ海軍軍用郵便所を設置した。内地との連絡は横浜を起点として海軍御用船に船内郵便所を設けて逓送を行い、各海軍軍用郵便所の所長は横須賀郵便局内の海軍軍用郵便所監督官によって監理されていた。当初は海軍軍用通信所条例（明治37年海軍省内令第332号）、1917年（大正6年）2月1日以降は海軍軍用通信所令（大正5年軍令海第10号）によって軍事郵便事務のほか、通常郵便物の引受、書留及び小包郵便物の引受、郵便物の交付、為替の振出及び払渡、貯金の預入及び振替貯金の払込、為替及び貯金の払戻及び郵便切手類及び収入印紙の売捌の普通事務をその業務として取扱った。また、同年12月1日からは電信為替の取扱も開始している。
電気通信については戦火により破壊されたヤップ島の海底電信線を活用し、同島から沖縄、小笠原、グアム及びメナドの間において通信網を構築すべく、1916年（大正5年）3月に逓信省電纜敷設船沖縄丸がまず上海へ至る海底電信線を沖縄本島沖において両分して同島 - 那覇間に海底電信線を接続する工事に着手、同年5月に竣工して運用を開始した。また、同島 - メナド線の復旧も行われた。内地からの電報はもっぱらこの海底電信線を用いて伝送され、運営要員として逓信省から通信員が派遣された。同年7月5日にヤップ海軍電信所が開設され同島発着の内国及び外国公衆電報の取扱を開始し、また同年12月1日には同島コロニヤ西方高地にヤップ海軍特設無線電信所が開設された。その局舎は通信室、送信機室及び事務室を有する本館と発電機室及び二次電池室を有する電源室を有する木造平屋であり、他に倉庫一棟と兵舎一棟を有した。送信機は瞬滅火花式6キロワット、受信機は43式及び2年式鉱石検波器、空中線設備は200フィートT型鉄管柱2基が設備されていた。同電信所においては軍用通信を主として行い、その余力の許す限りにおいて公衆通信の取扱を行っていた。1917年（大正6年）12月1日からはヤップ島と内地間に限られていた内国電報の取扱を南洋群島各地と内地の間に拡大している。
軍政時代においては南洋群島に電信法（明治33年法律第59号）等の適用はなされていなかったものの、軍用通信のほかに余力を以て行う一般公衆通信については内地の法令や逓信省の通達等に準じて取扱が行われていた。

#### ヤップ島の旧ドイツ海底電信線に関する日米交渉
戦前においてドイツ国が保有した海底電信線は、連合軍によって分断され、日本、英国及びフランスがこれを利用していたが、その処分方が戦後問題となり、1919年（大正8年）3月7日の日英米仏伊5ヶ国の協議においては、敵国海底電信線の捕獲は海上敵性財産の捕獲押収の原則に則って正当であると主張する日英仏側と海上船舶と海底電信線はその性格を異にすると主張する米伊側において意見が分かれ、その後もこの問題については論議が続けられたが、海底電信線をドイツ国に返還しないということについては各国間で一致をみたものの、その去就については具体的結論を見るに至らなかった。同年5月3日にはドイツは海底電信線に関する一切の権益を抛棄し、現在各国により使用されているものはそのまま運用を継続して、電気通信の改善を図るために速やかに国際会議を開催することが決議され、この問題は一旦棚上げされた。
1919年（大正8年）6月28日にはいわゆるヴェルサイユ条約（同盟及連合国ト独逸国トノ平和条約・大正9年条約第1号）が各国間に調印され、同条約は1920年（大正9年）1月10日に発効し、赤道以北の旧独領南洋群島は日本によるC式委任統治の下に入ることとなった。しかし米国は本条約に調印せず、委任統治に関する協定にも参加しなかったが、夙にヤップ島がグアムへ至る海底電信線を有するためにその権益のことを慮って日本の同島に対する委任統治へ不同意の姿勢を見せていた。1920年（大正9年）10月11日からワシントンに開催された国際電気通信会議予備会議において再びこの問題が論議されたが、ヤップ島における3つの海底電信線の所有を主張する日本側と同島 - グアム間の海底電信線の所有等を主張する米国側とで折り合わず、日本はグアム線の日米共同所有を提案して譲歩を見せたものの、同年12月14日の第10回会合において一旦会議を打切り、1921年（大正10年）2月15日までに最終決定を下し得ない場合は、同年3月15日までに暫定協定を結ぶべき旨が決議された。日米間にこの問題が論議される間、米国は海底電信線の権益のみならず、海底電信線の中継地たるヤップ島を国際管理下に置くべき旨を主張しており、これに対して日本は同島接続の海底電信線を日米蘭に分属することについては譲歩したものの、同島を国際管理下に置く点については同意しなかった
1921年（大正10年）4月に至り、駐米日本大使幣原喜重郎は米国官辺と会合の上、旧ヤップ島 - 上海線については日本、同島 - グアム線については米国、同島 - メナド線についてはオランダに帰属せしめ、米蘭両国は同島においてなんらの課税や拘束も受けずに海底線の運用を行い得るようにし、また旧同島 - 上海線を那覇から上海へ延長する趣旨の解決案について米国国務長官ヒューズより同意を得た。この日米間の解決案は大西洋における海底電信線問題を抱えるイタリアを除く各国の同意するところとなり、1922年（大正11年）2月11日には「ヤップ」島及他ノ赤道以北ノ太平洋委任統治諸島ニ関スル日米条約（大正11年条約第5号）へ調印、同年6月23日に批准した。同条約により米国は日本による南洋群島委任統治を認める代わり、ヤップ島の海底電信線に係る権益を保持し、また同島における米国人の居住権や無制限で同島に出入りし得る権利等を獲得した。なお、ヤップ島 - メナド線については、日米交渉に基づき日本はオランダへその返還を打診したが、オランダ側は海底電信線の代りとして金銭的補償を要求したため、日蘭交渉は頓挫し、同島 - メナド線はその後活用されることなく、海底に放置されたままとなった。

#### 民政移管に伴うヤップ郵便局の開設

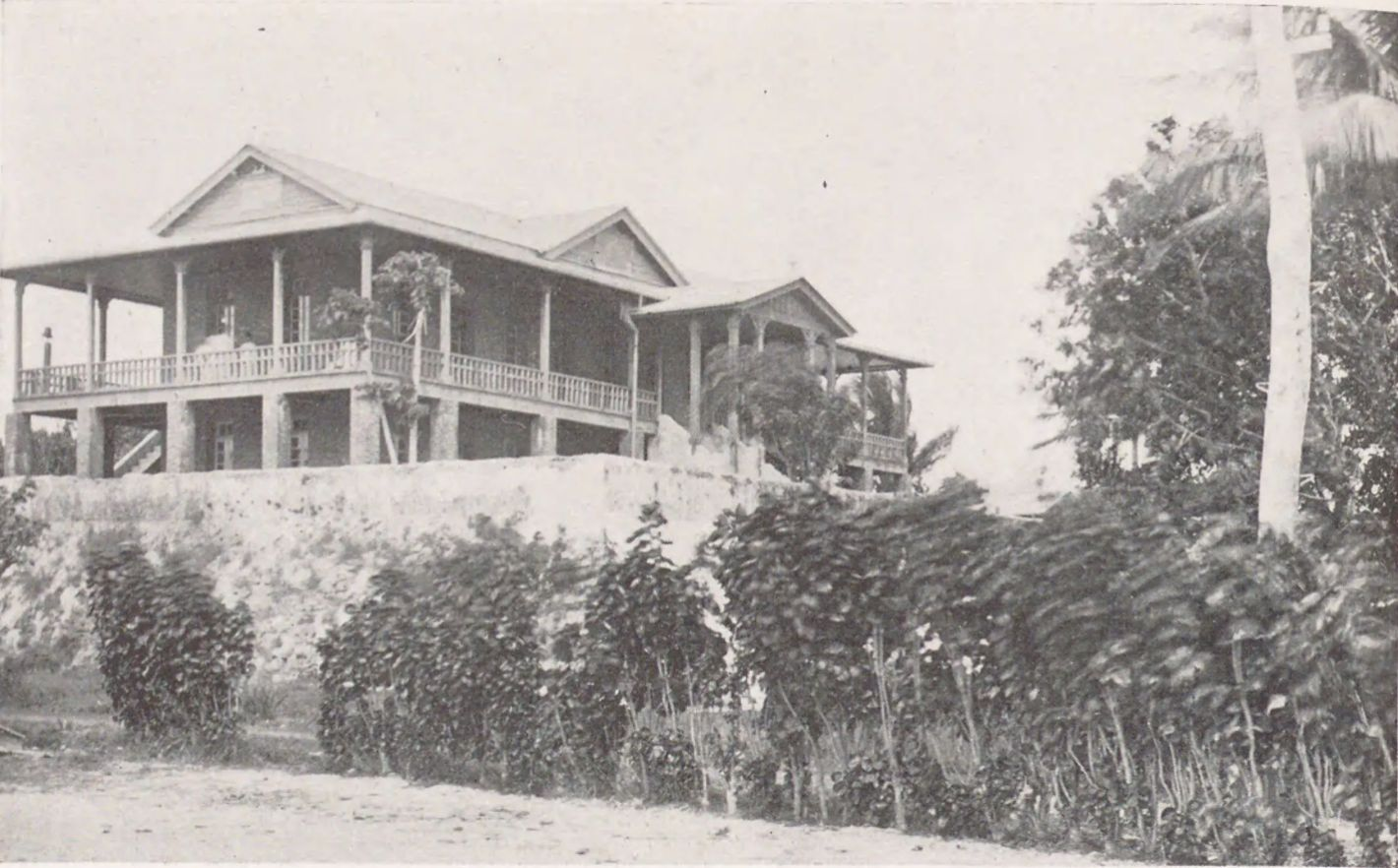
南洋庁ヤップ支庁

かくして南洋群島における委任統治は国際的承認を得るに至ったため、日本政府は同群島における軍政を廃し、純然たる行政機関を設立する準備のためにまず1921年（大正10年）7月15日に民政部を臨時南洋群島防備隊司令部より分離して、同月28日にこれをコロール島へ移転し、また同月5日にヤルート島、同月15日にパラオ島、同月18日にヤップ島、8月20日にサイパン島、9月15日にポナペ島より守備隊を撤兵した。上述の如く1922年（大正11年）2月11日に米国も南洋群島の委任統治を承認し、同月4月1日には南洋庁官制（大正11年勅令第107号）の施行に伴って南洋庁が設置され、臨時南洋群島防備隊条例は同年3月31日限りを以て廃止となり、同群島は完全に軍政から民政へと移行することとなった。
これに伴い従来軍によって担われてきた同群島における逓信業務も南洋庁へ移管され、南洋庁郵便局官制（大正11年勅令第112号）の施行に伴い、ヤップ島においてはヤップ郵便局が開設された。ヤップ郵便局はヤップ島における海軍軍用郵便所及び海軍特設無線電信所ならびに海底電信線に係る一切の施設事務を承継し、その取扱事務は外国郵便を含む通常郵便物の取扱（ただし書留、留置、約束郵便以外の特殊取扱を行わない）、外国小包を除く書留小包郵便物の取扱及びその窓口受付（ただし代金引換及び留置以外の特殊取扱を行わない）、為替の引出、払渡及び払戻（ただし外国為替及び為替金居宅払は取扱わない）、貯金の預入及び払渡、振替貯金の預入及び払渡、簡易生命保険、新聞電報を除く内国並びに日支和文電報及び外国電報（ただし着信は各郵便局を肩書するものに限り、外国電報は南洋群島各地と濠洲並びにその統治下たるラバウル及びナウルの間乃至ヤップ島と外国との間に発着するものに限る）、南洋庁及びその所属官署の取扱う歳入金、歳出金、歳入歳出外現金の出納業務及び郵便切手類及び収入印紙の売捌と定められた。また、海岸局業務も開始されたが、当時南洋群島近海を航行する船舶は命令航路の定期船や燐鉱石運搬船等に限られ、当初の業務は閑散としていたという。なお南洋庁郵便局においては南洋庁ニ於ケル郵便及電信ノ業務ニ関スル件（大正11年勅令第135号）、大正11年南洋庁令第6号及び大正11年南洋庁訓令第1号により、郵便法（明治33年法律第54号）や電信法（明治33年法律第59号）等が依用され、特に規程するものを除き逓信省令等の令達通牒に準ずるものと規程されていた。

#### ヤップ郵便局における電気通信

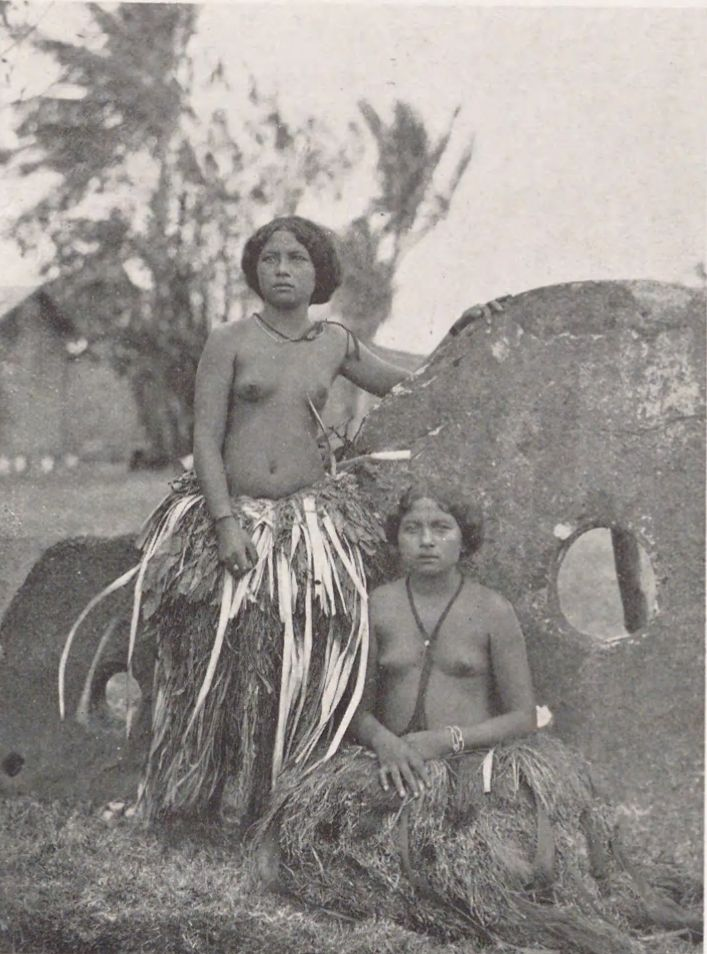
ヤップ島の島民と石貨

1922年（大正11年）4月1日、ヤップ島からグアム島への海底電信線が復旧し開通した。これにより両島間における電報は、同線を経由して伝送されることとなった。ヤップ島の原住民たるチャモロ人はグアム島の島民と同種族であって、縁戚関係を有する者が多くあり、大半の利用者はこれらの人々であった。父島の海軍無線電信所経由で送信される小笠原方面からの電報を除くと、内地と南洋群島との電報は全部同島 - 那覇間の海底電信線によって伝送されていたが、1923年（大正12年）4月1日にパラオのコロールへ大無線電信所が完成し、東京と直接無線電信を行い得るようになったので、海底電信線は内国電報については同島 - 内地間と同島以外の南洋群島と沖縄県及び台湾との間において伝送される電報において使用されるようになった。しかし、同年9月1日に発生した関東大震災によって一切の公衆無線通信が停止された際には、ヤップ島と那覇を結ぶ海底電信線が震災による被害状況を群島在留民が知り得る唯一の情報源として機能した。
開設以来電報は配達取扱がなされず、公私ともに不便を感じていたが、1923年（大正12年）11月1日よりヤップ島においてはコロニヤ街より2キロメートルの範囲においてのみ配達を開始した。また、1924年（大正13年）12月1日には外国船の来航や通信が増加してきたことに鑑み、それまでヤップ島においてのみ扱われてきた濠州並びにその統治下のラバウル及びナウルを除く外国電報に関する制限を廃し、各局が各地宛のものを取扱い得るようになった。1925年（大正14年）5月1日には私設無線電信規則（大正4年逓信省令第46号）第29条による無線通信監視局に指定され、私設無線電信監理の任務を負うこととなった。
1925年（大正14年）12月15日、同月11日にポナペ島、同月12日にトラック島を襲った暴風がヤップ島に来襲し、これに伴う高波によって同島1548戸中の9割3分が倒壊して、その被害総額は150万円に達した。この災害によって1916年（大正5年）完成の電信所は倒壊し、また海底電信線は全部不通となった。電信所の局舎はコンクリート製の土台を残して吹き飛ばされ、空中線設備等にも大きな損害を受けたが、送信機と受信機は職員の手によって防水保護が施され難を逃れた。こうしてヤップ島は暴風終息後も通信杜絶し、南洋庁より水産練習船白鷹丸が逓信職員等を乗せて被害状況調査のため派遣され、直ちに無線電信の復旧に向けて計画立案が行われた。災害から2週間後にとりあえず無線電信のための仮小屋が建設され、パラオとの連絡を行い得るようになった。1926年（大正15年）5月には逓信省電纜敷設船沖縄丸によって海底電信線のうち、ヤップ島 - 那覇線の復旧が行われたが、ヤップ島 - グアム島線についてはその後しばらく復旧されなかった。

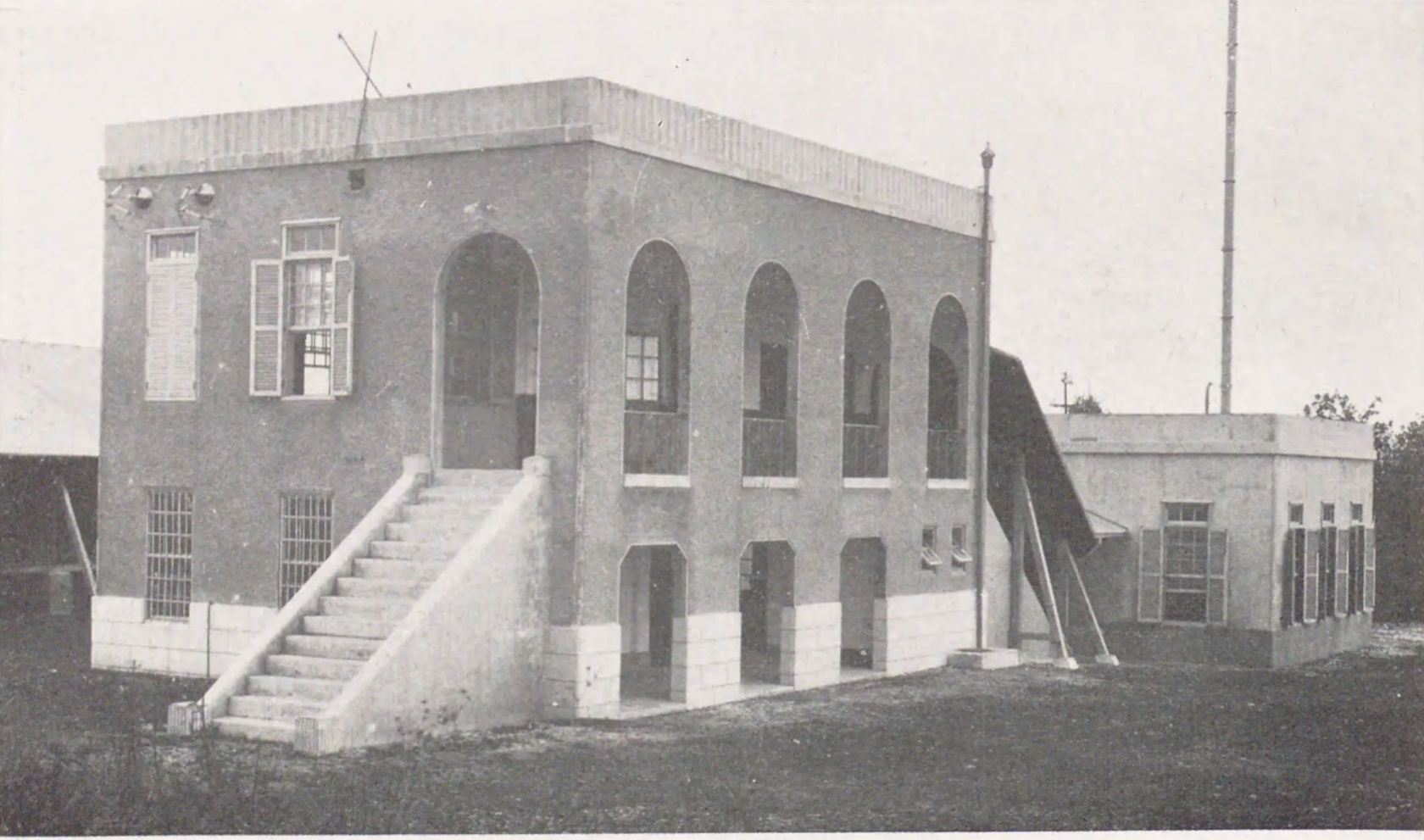
1927年（昭和2年）完成の無線送信所

1927年（昭和2年）にもと電信所があった場所に総工費35,732円を投じて鉄筋コンクリート造の新庁舎が完成した。新庁舎は事務室、通信室、送信機室、発電機室及び二次電池室の設備を有し、また附属舎と油倉庫が各一棟あった。同年8月13日、海底電信線設備を活用して、南洋庁郵便局のうちヤップ郵便局に限り、内地との新聞電報の取扱を開始した。同局における新聞電報については、1928年（昭和3年）11月12日に朝鮮との間における取扱も開始されている。また、同年2月1日には放送無線電報の取扱も開始された。

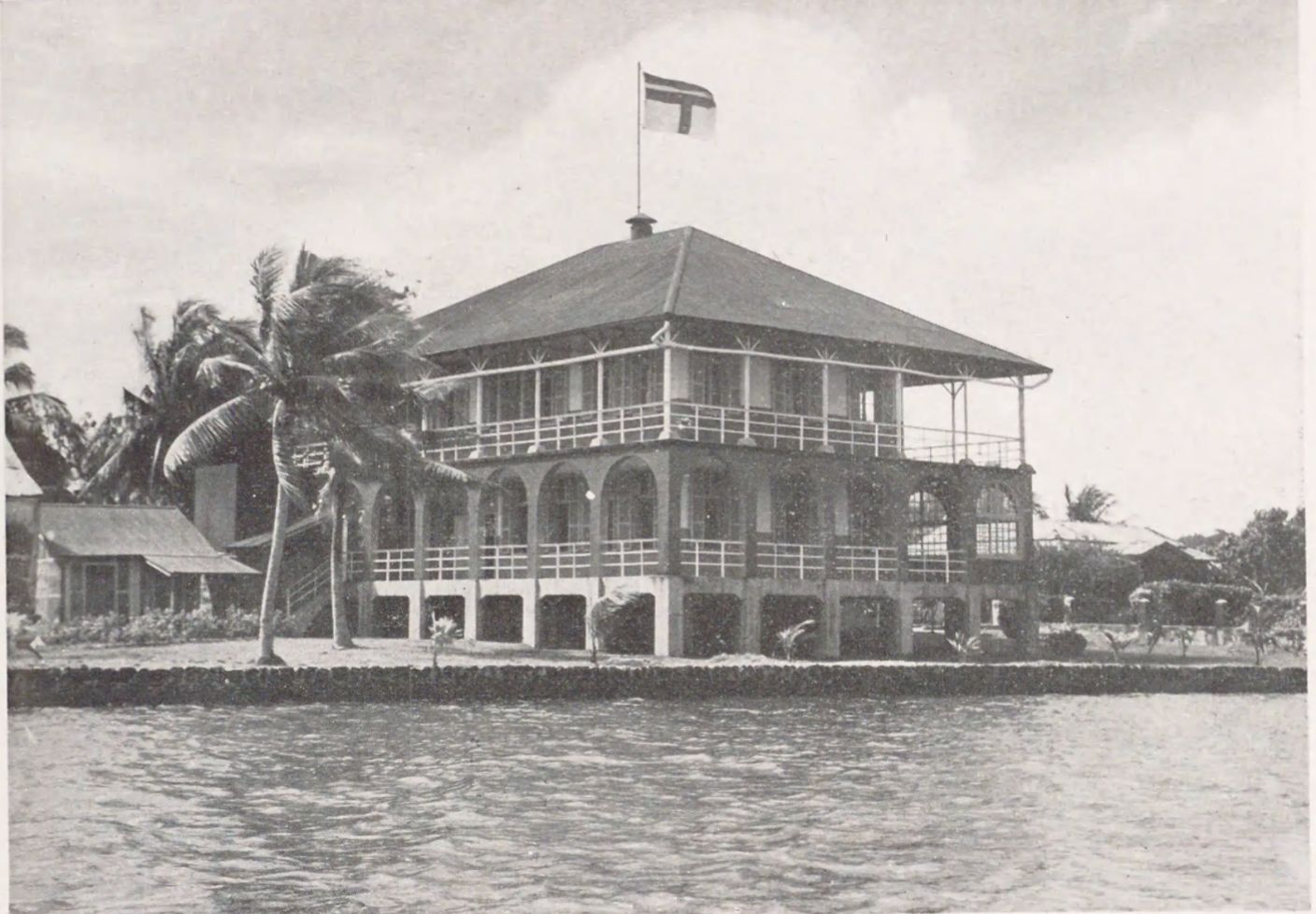
1935年（昭和10年）頃のヤップ郵便局。元ヤップ郵便局郵便係通信書記補の古賀彌一の回想によれば、1930年（昭和5年）4月にそれまで鉄骨むき出しだった独領時代そのままの局舎にアーチ型のモルタル塗装を施し「「海浜ホテル」とも云えそうな、華麗な局舎に生れ替った」という（南洋群島協会編、『思い出の南洋群島』（144から145頁）、1965年（昭和40年）12月、南洋群島協会）

ヤップ郵便局においては本局と無線電信所が離れていたため通信事務上かなり不便であり、また無線電信の多重通信を実現するため、1930年（昭和5年）4月に送信所と受信所を分離し、受信所については本局の局舎2階の海上電信室に置かれることとなった。この際には将来の通信増加や内地との無線電信障碍の事態に備えて、ハイブリットサイフォンレコーダ及び自動送信機が海底電信にも設備され、通信能力の強化が図られている。
1933年（昭和8年）9月1日、日満電報規則（昭和8年逓信省令第35号）及び日満無線電報規則（昭和8年逓信省令第36号）が施行されたが、南洋群島においては日満電報は関東州、南満洲鉄道附属地及び満洲国並びに中華民国芝罘とヤップ島の間における取扱に限定され、ヤップ島以外の南洋群島は日満無線電報によることと定められた。この規程は1939年（昭和14年）1月1日に改正施行された。
1936年（昭和11年）11月、再び海底電信線が罹障し、翌1937年（昭和12年）1月8日に逓信省電纜敷設船南洋丸がその修復のため長崎を出帆、同月14日にヤップ島へ到着して作業を開始した。故障箇所は同島終端部から1.6浬程度の地点であり、同所附近で同じく故障していたグアム線及びメナド線の修復も行われ、同月30日に作業を完了した。

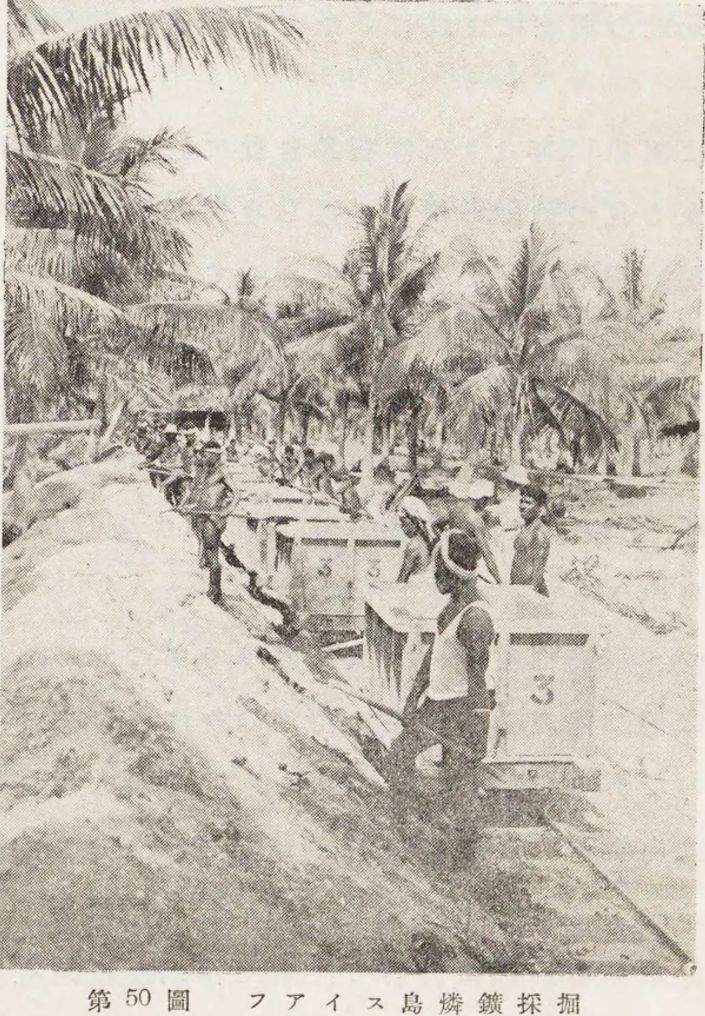
ファイス島において燐鉱石採掘を行う人々

1938年（昭和13年）5月25日、西カロリン群島ウルシイ列島ヤソール島に1936年（昭和11年）11月7日設置された南洋庁観測所ウルシイ分室へヤップ郵便局の従局たる無線電信託送発受所のウルシイ局が設置された。また、同年9月10日にはファイス島にファイス託送局が同じく設置された。同島は1937年（昭和12年）1月より南洋庁から南洋拓殖の手に渡って開発が進められ、1938年（昭和13年）11月より燐鉱石の採掘が開始された。ファイス託送局は1939年（昭和14年）1月2日を以て廃止され、代って同年2月15日より特定郵便局としてファイス郵便局が開設された。
1939年（昭和14年）4月1日、内地と南洋群島の間に航空路線が開かれ、ヤップ郵便局は方位測定等の航空通信業務を開始した。また、1940年（昭和15年）9月1日には艦船発着無線電報取扱上用いる海岸局名を「ヤップ ムセン」と定めた。南洋群島における各種産業の興隆に伴い、昭和10年代には同群島を航行する船舶は急増し、当初閑散としていた海岸局業務も繁忙を来し、ヤップ郵便局においても取扱時間の拡充が行われ、各種設備の整備計画が進行していた。

#### 郵便業務の取扱範囲拡大
南洋庁郵便局においてはその取扱範囲を大正11年南洋庁告示第4号によって一括して定め、その後の業務範囲もこの告示を改正する形を以て改正が行われた。その大要を述べるならば、まず1922年（大正11年）9月10日に外国小包郵便物（代金引換を除く）、1923年（大正12年）11月1日に価格表記郵便物及び価格表記小包郵便物、1924年（大正13年）11月1日に外国通常為替、1925年（大正14年）4月9日に年金及び恩給、1928年（昭和3年）1月1日に日満郵便物と日満郵便物を含む通常郵便物の代金引換、1931年（昭和6年）4月1日に通常郵便物の別配達、配達証明及び内容証明並びに為替金の居宅払の取扱がそれぞれ開始されている。
1936年（昭和11年）6月1日、それまで南洋庁郵便局の取扱業務範囲を定めていた大正11年南洋庁告示第4号は廃止され、代って昭和11年南洋庁告示第10号によりこれを定めることとなった。これによれば、郵便物の引受（ただし日満間の条約によるものを除く外国宛代金引換、課金別納、本人票及び締切予告の取扱を除く）、郵便物の窓口交付、為替の振出、払渡及び払戻（ただし航空送達及び到着外国通常為替の別配達の取扱を除く）、貯金の預入及び払渡（ただし月掛貯金の預入を除く）、年金及び恩給の支給、内国並びに日満和欧文電報及び外国電報（ただし艀船配達、別使配達、後納取扱及び外国新聞電報の取扱を除く）、郵便切手類及び収入印紙の売捌がヤップ郵便局の取扱業務範囲となった。その後は1937年（昭和12年）1月4日に振替貯金特別取扱による簡易生命保険及び郵便年金業務の取扱、1939年（昭和14年）4月16日に振替貯金による債券募集、元利金支払事務並びに国債募集、売出、買上及び元利金支払振替貯金の特別取扱を開始した。

#### ヤップ郵便局の閉鎖とヤップ電報局の開設
1941年（昭和16年）5月29日、ヤップ郵便局は無線電報料を課さない海軍用無線電報を送受する局となり、同年8月1日から昭和16年逓信省令第75号により電報を用いる私報においては日本語の普通辞のみを用いることと制限がなされた。1944年（昭和19年）4月18日、ファイス郵便局の閉鎖に伴い、その業務を承継した。戦局激化し電気通信業務が繁忙を加える中、同年5月1日に南洋群島電気通信令（昭和19年勅令第316号）が施行され、南洋庁ニ於ケル郵便及電信ノ業務ニ関スル件（大正11年勅令第135号）は廃止された。同勅令は従来南洋庁の管轄であった南洋群島における電気通信業務を戦時下の急激な需要に応じるため国際電気通信の経営下に置く趣旨であり、これにより同日よりヤップ電報局が設置され、ヤップ郵便局における電気通信業務は同局が承継することとなった。国際電気通信はパラオ支社を置いて同支社が南洋群島各地における電報電話局及び電報局の監理を行った。この頃には郵便、貯金、保険等の利用者はいなくなり、それまでヤップ郵便局に勤務していた職員は大部分が国際電気通信に移り、戦局の悪化に伴って同局は1944年（昭和19年）8月に閉鎖された。また、在留邦人婦女子は同年5月に内地へ引き揚げた。

#### 戦火による破壊
同島においては同年4月24日には比島ダバオからはんぶるぐ丸により日本陸軍第12師団第4派遣隊が上陸した。第24師団第9派遣隊は同年5月16日にヤップ島へ向かうべく、水無月等の護衛を受けてサイパン島を出発したが、同月17日に大宮島沖において米潜水艦の攻撃を受け、輸送船たる復興丸と日和丸が撃沈され、生存者収容の後同月19日にサイパン島へ帰投した。その後、同月24日にはパラオ本島より一個大隊がヤップ島へ急派された。同島においては連合軍の上陸作戦は実施されなかったものの、連日の米機による空襲によりまず同年7月6日に送信所が破壊され、無線通信が行えなくなった。1944年（昭和19年）末までは海底電信線が無事であったため、旧ヤップ郵便局において那覇との通信を継続していたが、同年12月には爆撃によって海底電信線が破壊された。残存した職員は陸軍の通信隊に移ることとなり、1945年（昭和20年）8月15日まで軍用通信施設の保守等に従事した。速射砲陣地として利用されていた旧郵便局舎も1945年（昭和20年）春に爆撃によって破壊された。こうしてヤップ島における通信施設は大部分が破壊されて終戦を迎え、残存物品については米軍により接収された。

### 年表
- 1905年（明治38年）
  - 4月28日 - ドイツ国がヤップ島 - グアム島間及びヤップ島 - メナド間に海底電信線を構築する[15]。
  - 11月1日 - ドイツ国がヤップ島 - 上海間に海底電信線を構築する[15]。
- 1909年（明治42年） - ドイツ国がヤップ島に無線電信局を開設する[15]。
- 1913年（大正2年） - ドイツ国がヤップ島に大規模な無線電信局を構築する[15]。

- 1914年（大正3年）

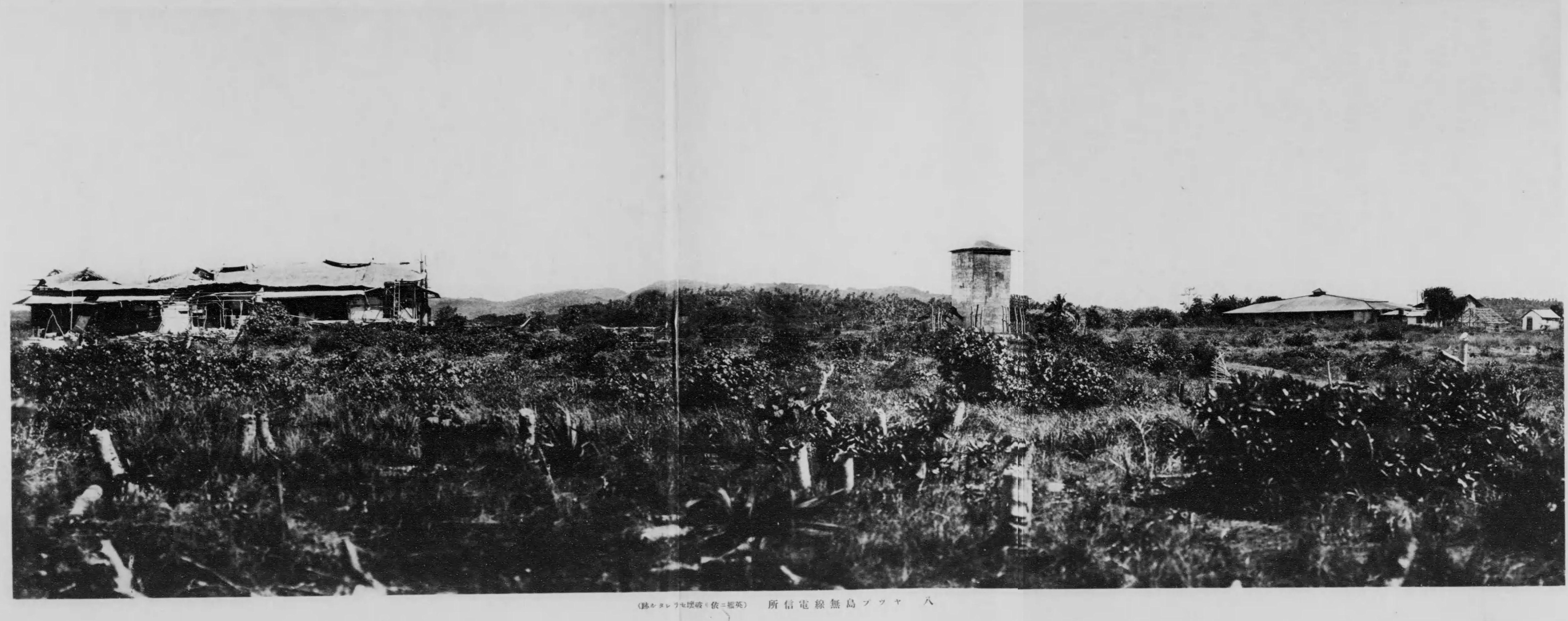
英国海軍による砲撃で破壊されたドイツの無線電信所跡

  - 8月4日 - 英国がドイツ国に対し宣戦布告する[106]。
  - 8月11日 - 英国海軍がヤップ島を砲撃し無線電信所や海底電信線を破壊する[13][17][107]。
  - 8月23日 - 日本がドイツ国に対し宣戦布告する[108]。
  - 10月7日 - 日本海軍第二南遣支隊がヤップ島を占領する[13][17][109]。
  - 12月28日 - 臨時南洋群島防備隊条例（内令第401号）を施行し、臨時南洋群島防備隊司令官による軍政を開始する[18][19]。ヤップ島にはヤップ分遣隊を置く[18][19]。
- 1915年（大正4年）
  - 4月 - ヤップ民政区を設け、ヤップ分遣隊をヤップ守備隊に改称する[18][19]。
  - 9月6日 - ヤップ艦船郵便所を設置する[20][21]。
  - 10月15日 - 海軍軍用郵便所をヤップ島に開設する[20][21]。
- 1916年（大正5年）
  - 3月 - 逓信省電纜敷設船沖縄丸が海底電信線の復旧を開始する[26]。
  - 5月 - 海底電信線のヤップ島 - 上海間をヤップ島 - 那覇間に改め、また同島 - メナド線を復旧する工事が完了する[26]。
  - 7月5日 - ヤップ海軍電信所を開設し、同島発着の内国及び外国公衆電報の取扱を開始する[27]。
  - 12月1日 - ヤップ海軍特設無線電信所を開設する[2]。
- 1917年（大正6年）
  - 2月1日 - 海軍軍用通信所令（大正5年軍令海第10号）を施行し、海軍軍用通信所条例を廃止する[23]。
  - 12月1日 - 電信為替の取扱を開始し[25]、またヤップ島と内地間に限られていた内国電報の取扱を南洋群島各地と内地の間に拡大する[30]。
- 1918年（大正7年）7月1日 - 臨時南洋群島防備隊条例を改正し、民政部を設けて軍事行政を除く行政及び司法の一切を移管する[19][46]。
- 1919年（大正8年）
  - 3月7日 - 日英米仏伊の各国において旧ドイツ国海底電信線の取扱につき協議を開始する[32][33]。
  - 5月3日 - 日英米仏伊の各国においてドイツ国が海底電信線にかかる権益を抛棄すべきこと、その後の取扱については後の国際会議において決定すべきことを決議する[34]。
  - 6月28日 - いわゆるヴェルサイユ条約（同盟及連合国ト独逸国トノ平和条約・大正9年条約第1号）の調印を行う[35][36][37]。
  - 12月17日 - ヴェルサイユ条約（同盟及連合国ト独逸国トノ平和条約・大正9年条約第1号）第22条及び第119条に基づく委任統治事項を定める[36]。
- 1920年（大正9年）
  - 1月10日 - いわゆるヴェルサイユ条約（同盟及連合国ト独逸国トノ平和条約・大正9年条約第1号）が発効する[35][36][37]。
  - 10月11日 - 国際電気通信会議予備会議において日米間にヤップ島問題の協議を開始する[40][41]。
  - 12月14日 - 国際電気通信会議予備会議第10回会合において日米間の協議の一旦打切りを決議する[40][41]。
- 1921年（大正10年）
  - 4月 - 駐米日本大使幣原喜重郎が米国国務長官ヒューズよりヤップ島海底電信線問題の解決案へ同意を得る[42][43]。
  - 7月15日 - 民政部を臨時南洋群島防備隊司令部より分離する[19][46]。
  - 7月18日 - ヤップ島より守備隊を撤収する[13]。
- 1922年（大正11年）
  - 2月11日 - 「ヤップ」島及他ノ赤道以北ノ太平洋委任統治諸島ニ関スル日米条約（大正11年条約第5号）の調印を行う[44][45]。
  - 4月1日 - 南洋群島における軍政を廃して民政に移行し、南洋庁郵便局官制（大正11年勅令第112号）を施行して、ヤップ島にヤップ郵便局を開設する[47][1][49][50]。外国郵便を含む通常郵便物の取扱（ただし書留、留置、約束郵便以外の特殊取扱を行わない）、外国小包を除く書留小包郵便物の取扱及びその窓口受付（ただし代金引換及び留置以外の特殊取扱を行わない）、為替の引出、払渡及び払戻（ただし外国為替及び為替金居宅払は取扱わない）、貯金の預入及び払渡、振替貯金の預入及び払渡、簡易生命保険、新聞電報を除く内国並びに日支和文電報及び外国電報（ただし着信は各郵便局を肩書するものに限り、外国電報は南洋群島と濠洲並びにその統治下たるラバウル及びナウルの間乃至ヤップ島と外国との間に発着するものに限る）、南洋庁及びその所属官署の取扱う歳入金、歳出金、歳入歳出外現金の出納業務及び郵便切手類及び収入印紙の売捌を行う[51]。ヤップ郵便局における為替及び貯金の記号を南ると定める[110]。また、ヤップ島 - グアム島間の海底電信線を復旧する[55]。
  - 6月23日 - 「ヤップ」島及他ノ赤道以北ノ太平洋委任統治諸島ニ関スル日米条約（大正11年条約第5号）を批准する[44][45]。
  - 9月10日 - 大正11年南洋庁告示第4号を改正し、外国小包郵便物（代金引換を除く）の取扱を開始する[86]。
- 1923年（大正12年）
  - 9月20日 - 無線電信機を設置する電信官署として当郵便局を指定し、その呼出符号をJRZと定める[111][112]。
  - 11月1日 - 大正11年南洋庁告示第4号を改正し、価格表記郵便物、価格表記小包郵便物及び外国小包郵便物の米国及び比島宛書留小包、留置、到達證、踪跡取調、不能配達小包の処分方請求、取戻、名宛変更及び名宛国内における輸送の取扱を開始する[87]。また、コロニヤ街より2キロメートルの範囲において電報の配達を開始する[5][56]。
- 1924年（大正13年）
  - 11月1日 - 大正11年南洋庁告示第4号を改正し、外国通常為替の振出、払渡及び払戻の取扱を開始する[88]。
  - 12月1日 - 大正11年南洋庁告示第4号を改正し、外国電報を南洋群島と濠洲並びにラバウル及びナウルの間乃至ヤップ島と外国との間に発着するものに限定するとした規程を削る[59]。

- 1925年（大正14年）

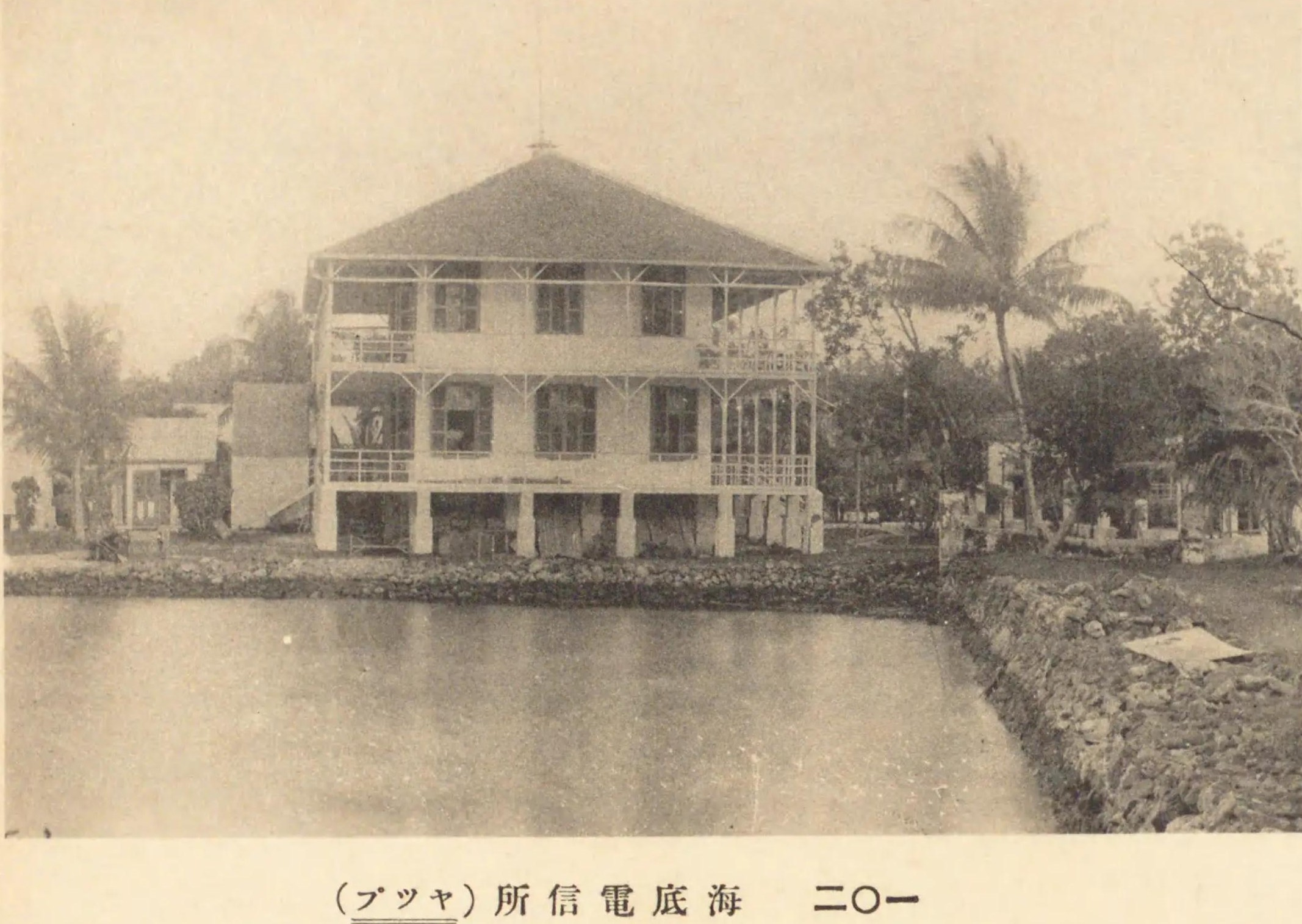
1925年（大正14年）頃のヤップ郵便局

  - 4月9日 - 大正11年南洋庁告示第4号を改正し、年金及び恩給の支給の取扱を開始する[89]。
  - 5月1日 - 私設無線電信規則（大正4年逓信省令第46号）第29条によりヤップ郵便局を無線通信監視局に指定する[8][61][62]。
  - 12月 - 暴風雨により電信所の局舎が倒壊し、海底電信線も破損し不通となる[56][64]。
- 1926年（大正15年）5月 - 沖縄丸により海底電信線のうち那覇線が復旧する[56][64]。
- 1927年（昭和2年）
  - 8月13日 - 大正11年南洋庁告示第4号を改正し、ヤップ島 - 内地間に限り新聞電報の取扱を開始する[67]。
  - 同年中 - 総工費35,722円を以て鉄筋コンクリート造の電信所を建設する[56]。
- 1928年（昭和3年）
  - 1月1日 - 大正11年南洋庁告示第4号を改正し、日満郵便物、日満郵便物を含む通常郵便物の代金引換、配達証明及び切手別納、外国郵便物の到達證、切手別納及び約束郵便、外国小包郵便物の価格表記の取扱を開始する[90]。
  - 2月1日 - 放送無線電報の取扱を開始する[69][70]。
  - 11月12日 - 大正11年南洋庁告示第4号を改正し、朝鮮とヤップ島の間に発着する新聞電報の取扱を開始する[68]。
- 1930年（昭和5年）
  - 4月 - 無線電信の多重通信実施のため、電信所を送信所と受信所に分離し、ヤップ郵便局内海底電信室に受信所を設置する[71][56]。
  - 4月13日 - 局舎改装工事を完了し「落成自祝の宴」を開く[12]。
- 1931年（昭和6年）
  - 4月1日 - 大正11年南洋庁告示第4号を改正し、日満郵便物を含む通常郵便物の別配達、引受時刻證明及び内容證明、為替金の居宅払、日支欧文電報の取扱を開始する[91]。
  - 12月1日 - 大正11年南洋庁告示第4号を改正し、南洋群島各地間における新聞電報の取扱を開始する[113]。
- 1932年（昭和7年）7月1日 - 大正11年南洋庁告示第4号を改正し、日支和欧文電報を日華和欧文電報と改める[114]。
- 1933年（昭和8年）9月1日 - 日満電報規則（昭和8年逓信省令第35号）及び日満無線電報規則（昭和8年逓信省令第36号）を施行する[73]。

- 1934年（昭和9年）

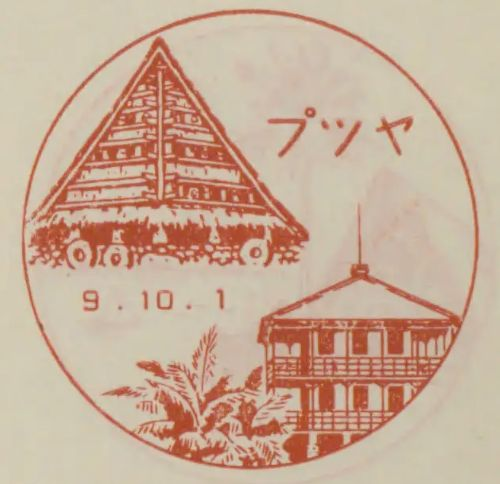
1934年（昭和9年）10月1日より使用開始された風景印。島民集会所と当郵便局の局舎を描く（逓信省郵務局編、『郵便局の名所スタンプ 第二輯』（106頁）、1935年（昭和10年）4月、逓信協会）

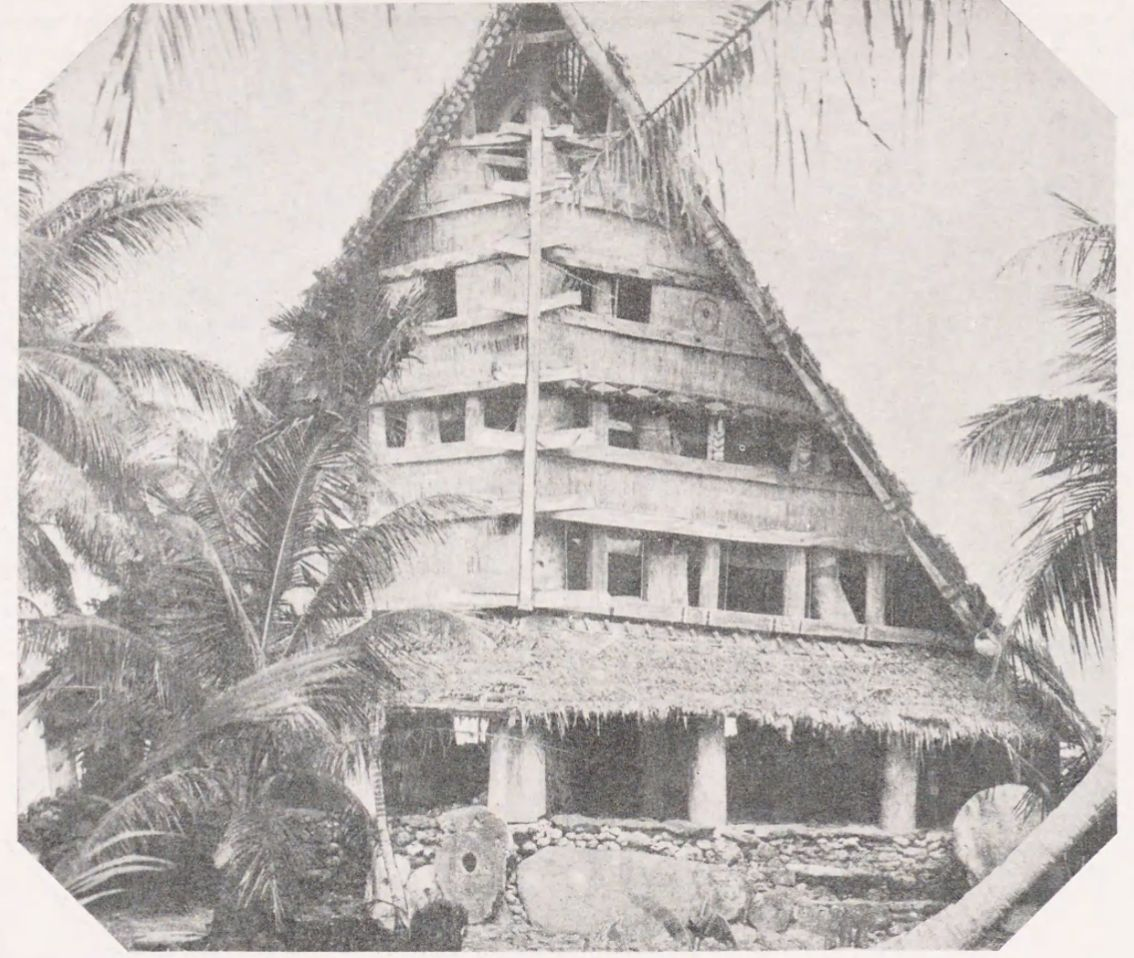
風景印の意匠となったヤップ島の島民集会所

  - 10月1日 - 南洋庁各郵便局において風景印の取扱を開始する[115]。
  - 12月1日 - 陸上宛放送無線電報の交付を受ける[116]。
- 1936年（昭和11年）
  - 6月1日 - 大正11年南洋庁告示第4号を廃止し、郵便物の引受（ただし日満間の条約によるものを除く外国宛代金引換、課金別納、本人票及び締切予告の取扱を除く）、郵便物の窓口交付、為替の振出、払渡及び払戻（ただし航空送達及び到着外国通常為替の別配達の取扱を除く）、貯金の預入及び払渡（ただし月掛貯金の預入を除く）、年金及び恩給の支給、内国並びに日満和欧文電報及び外国電報（ただし艀船配達、別使配達、後納取扱及び外国新聞電報の取扱を除く）、郵便切手類及び収入印紙の売捌を行う旨を新たに定める[3]。
  - 11月 - 海底電信線がヤップ島終端部より1.6浬の地点において罹障する[75]。
- 1937年（昭和12年）
  - 1月4日 - 昭和11年南洋庁告示第10号を改正し、振替貯金特別取扱による簡易生命保険及び郵便年金業務の取扱を開始する[92]。
  - 1月30日 - 海底電信線の復旧を完了する[75]。
- 1938年（昭和13年）
  - 5月25日 - 昭和8年南洋庁告示第18号の託送発受所にウルシイ局（南洋庁観測所ウルシイ分室）を追加し、その呼出符号をJPLとし、対手電信官書をヤップ郵便局と定める[78][79]。
  - 9月10日 - 昭和8年南洋庁告示第18号の託送発受所にファイス託送局（南洋拓殖ファイス島鉱業所）を追加し、その呼出符号をJPFとし、対手電信官書をヤップ郵便局と定める[80]。
- 1939年（昭和14年）
  - 1月2日 - ファイス託送局を廃止する[82]。
  - 2月15日 - 特定郵便局[83]としてファイス郵便局を開設する[84]。
  - 4月1日 - 内地と南洋群島間の定期航空路線が就航し、方位測定等の航空通信業務の取扱を開始する[56]。
  - 4月16日 - 昭和11年南洋庁告示第10号を改正し、振替貯金による債券募集、元利金支払事務並びに国債募集、売出、買上及び元利金支払振替貯金の特別取扱業務の取扱を開始する[93]。
- 1940年（昭和15年）
  - 4月20日 - 南洋群島輸移出入植物取締規則（昭和8年南洋庁令第15号）第16条により特に指定する郵便局を定めた昭和8年南洋庁告示第38号にヤップ郵便局を加える[117][118]。
  - 9月1日 - 艦船発着無線電報取扱上用いる海岸局名を「ヤップ ムセン」と定める[85]。
- 1941年（昭和16年）
  - 4月1日 - ヤップ郵便局管内のうち簡易生命保険料及び郵便年金掛金の集金人払込による事務を取扱わない地域として同局所在地より4キロメートル以上の地域と定める[119]。
  - 5月29日 - 無線電報料を課さない海軍用無線電報を送受する局となる[94]。
- 1944年（昭和19年）
  - 4月18日 - ファイス郵便局を閉鎖しその業務を承継する[96]。
  - 5月1日 - 南洋群島電気通信令（昭和19年勅令第316号）を施行し、電気通信業務を国際電気通信に移管して、同社ヤップ電報局が設置される[97][56][100]。
  - 7月6日 - 空爆により送信所が破壊される[100][103]。
  - 8月 - 戦局悪化により業務取扱を中止し一時閉鎖する[56]。
  - 12月 - 空爆により海底電信線が破壊される[100]。
- 1945年（昭和20年）春 - 空爆により局舎が破壊される[100]。

## 組織

コロニヤ街の地図。郵便局内に海底電信設備と受信所があり、送信所が離れて設置されている様が確認できる。

南洋庁郵便局においては南洋庁郵便局分課規程（大正11年南洋庁訓令第15号）により、各郵便局に郵便課及び電信課を置き局内における各業務を分掌したが、1924年（大正13年）12月25日に名称を郵便係及び電信係と変更した。同訓令は1937年（昭和12年）8月28日に廃止され、代って南洋庁郵便局事務分掌規程（昭和12年南洋庁訓令第47号）によって改めて特定郵便局を除く各郵便局に郵便係及び電信係を置き、各係において分掌する事務について規程した。同訓令は1941年（昭和16年）5月14日に廃止され、代って南洋庁郵便局事務分掌規程（昭和16年南洋庁訓令第32号）によって特定郵便局以外の南洋庁郵便局へ郵便課及び電信課を置き、サイパン及びパラオ郵便局においては電話課を置くことを規程した。
ヤップ郵便局においては窓口を2つ設け、1番窓口において郵便及び電信、2番窓口において為替、貯金、簡易生命保険及び年金を取扱っていた。1933年（昭和8年）8月1日時点においてヤップ郵便局には局長中根貞次のほか、郵便係4名、電信係16名が勤務した。なお中根貞次は簡易保険局書記を兼任した。1941年（昭和16年）10月1日時点において同局には局長毛利一馬のほか、郵便課8名、電信課30名が勤務した。1943年（昭和18年）10月1日時点において同局には局長毛利一馬のほか、郵便課8名、電信課21名、技術課16名が勤務した。
歴代局長は次の通りであった。なお毛利一馬はヤップ電報局の初代局長も務めた。
- 初代 - 鎌田悌二郎
- 2代 - 光川基道
- 3代 - 沢田鍬治
- 4代 - 鈴木保
- 5代 - 木村清寅
- 6代 - 村井光介
- 7代 - 中根貞次
- 8代 - 今井良吉
- 9代 - 毛利一馬

## 利用状況
各年度の通常郵便引受及び交付数は次の通りであった。
| 年度               | 普通郵便引受数 | 普通郵便交付数 | 特殊扱郵便引受数 | 特殊扱郵便交付数 |
| ------------------ | -------------- | -------------- | ---------------- | ---------------- |
| 1922年（大正11年） | 29784          | 32258          | 701              | 480              |
| 1923年（大正12年） | 18681          | 27213          | 908              | 545              |
| 1924年（大正13年） | 15248          | 28301          | 898              | 476              |
| 1925年（大正14年） | 19468          | 25144          | 821              | 503              |
| 1926年（昭和元年） | 18743          | 25415          | 782              | 558              |
| 1927年（昭和2年）  | 17527          | 34384          | 727              | 602              |
| 1928年（昭和3年）  | 30394          | 40487          | 768              | 583              |
| 1929年（昭和4年）  | 24870          | 37679          | 794              | 593              |
| 1930年（昭和5年）  | 33321          | 51238          | 803              | 550              |
| 1931年（昭和6年）  | 37477          | 62071          | 864              | 530              |
| 1932年（昭和7年）  | 38176          | 48086          | 924              | 696              |
| 1933年（昭和8年）  | 36248          | 67231          | 942              | 744              |
| 1934年（昭和9年）  | 42857          | 56892          | 1061             | 692              |
| 1935年（昭和10年） | 45077          | 70942          | 947              | 699              |
| 1936年（昭和11年） | 54560          | 62140          | 942              | 675              |
| 1937年（昭和12年） | 32467          | 54145          | 1000             | 881              |
| 1938年（昭和13年） | 66941          | 84668          | 1342             | 1244             |
| 1939年（昭和14年） | 75133          | 117957         | 1822             | 1518             |

各年度の小包郵便引受及び交付数は次の通りであった（1935年（昭和10年）以前は書留のみ）。
| 年度               | 小包郵便引受数 | 小包郵便交付数 | 普通小包郵便引受数 | 普通小包郵便交付数 | 特殊扱小包郵便引受数 | 特殊扱小包郵便交付数 |
| ------------------ | -------------- | -------------- | ------------------ | ------------------ | -------------------- | -------------------- |
| 1922年（大正11年） | 154            | 626            |                    |                    |                      |                      |
| 1923年（大正12年） | 307            | 819            |                    |                    |                      |                      |
| 1924年（大正13年） | 308            | 816            |                    |                    |                      |                      |
| 1925年（大正14年） | 282            | 1270           |                    |                    |                      |                      |
| 1926年（昭和元年） | 340            | 1168           |                    |                    |                      |                      |
| 1927年（昭和2年）  | 306            | 1002           |                    |                    |                      |                      |
| 1928年（昭和3年）  | 307            | 1073           |                    |                    |                      |                      |
| 1929年（昭和4年）  | 211            | 1095           |                    |                    |                      |                      |
| 1930年（昭和5年）  | 316            | 1056           |                    |                    |                      |                      |
| 1931年（昭和6年）  | 297            | 1311           |                    |                    |                      |                      |
| 1932年（昭和7年）  | 352            | 1359           |                    |                    |                      |                      |
| 1933年（昭和8年）  | 283            | 1486           |                    |                    |                      |                      |
| 1934年（昭和9年）  | 301            | 1399           |                    |                    |                      |                      |
| 1935年（昭和10年） | 317            | 1232           |                    |                    |                      |                      |
| 1936年（昭和11年） |                |                | 239                | 365                | 221                  | 1153                 |
| 1937年（昭和12年） |                |                | 272                | 494                | 253                  | 1497                 |
| 1938年（昭和13年） |                |                | 423                | 898                | 355                  | 1997                 |
| 1939年（昭和14年） |                |                | 575                | 873                | 495                  | 2075                 |

各年度の内国及び外国電報発着及び中継数は次の通りであった。
| 年度               | 内国電報発数 | 内国電報着数 | 外国電報発数 | 外国電報着数 | 内国電報中継数 | 外国電報中継数 |
| ------------------ | ------------ | ------------ | ------------ | ------------ | -------------- | -------------- |
| 1922年（大正11年） | 4674         | 3356         | 814          | 166          | 38919          | 6              |
| 1923年（大正12年） | 4863         | 3775         | 748          | 40           | 52024          | 8              |
| 1924年（大正13年） | 7084         | 4537         | 744          | 6            | 35271          | 25             |
| 1925年（大正14年） | 5727         | 4850         | 712          | 132          | 36403          | 265            |
| 1926年（昭和元年） | 5020         | 5842         | 791          | 67           | 32977          | 460            |
| 1927年（昭和2年）  | 5920         | 6079         | 629          | 36           | 41875          | 480            |
| 1928年（昭和3年）  | 5349         | 6678         | 812          | 72           | 30030          | 524            |
| 1929年（昭和4年）  | 5537         | 7994         | 1043         | 67           | 36292          | 615            |
| 1930年（昭和5年）  | 5091         | 8052         | 1414         | 75           | 16317          | 311            |
| 1931年（昭和6年）  | 5327         | 7509         | 1360         | 54           | 27138          | 526            |
| 1932年（昭和7年）  | 6643         | 7570         | 1503         | 52           | 29200          | 553            |
| 1933年（昭和8年）  | 8048         | 8698         | 1487         | 47           | 30579          | 443            |
| 1934年（昭和9年）  | 8626         | 9420         | 1468         | 50           | 53094          | 21             |
| 1935年（昭和10年） | 7893         | 8994         | 1521         | 52           | 54445          | 56             |
| 1936年（昭和11年） | 8343         | 8738         | 1486         | 56           | 48591          | 6              |
| 1937年（昭和12年） | 12470        | 11705        | 1381         | 48           | 94543          | 5              |

各年度の内国及び外国為替取扱数は次の通りであった（外国為替の取扱は1924年（大正13年）11月1日より実施）。
| 年度               | 内国為替振出口数 | 内国為替払渡口数 | 外国為替振出口数 | 外国為替払渡口数 |
| ------------------ | ---------------- | ---------------- | ---------------- | ---------------- |
| 1922年（大正11年） | 1301             | 466              |                  |                  |
| 1923年（大正12年） | 1622             | 570              |                  |                  |
| 1924年（大正13年） | 1540             | 303              |                  |                  |
| 1925年（大正14年） | 1461             | 315              | 1                | 0                |
| 1926年（昭和元年） | 1677             | 407              | 2                | 0                |
| 1927年（昭和2年）  | 1571             | 454              | 1                | 0                |
| 1928年（昭和3年）  | 1515             | 414              | 0                | 0                |
| 1929年（昭和4年）  | 1607             | 355              | 1                | 0                |
| 1930年（昭和5年）  | 1517             | 360              | 2                | 0                |
| 1931年（昭和6年）  | 1602             | 309              | 0                | 0                |
| 1932年（昭和7年）  | 1833             | 408              | 5                | 0                |
| 1933年（昭和8年）  | 1969             | 461              | 5                | 2                |
| 1934年（昭和9年）  | 2280             | 706              | 2                | 0                |
| 1935年（昭和10年） | 2080             | 639              | 1                | 0                |
| 1936年（昭和11年） | 2348             | 787              | 0                | 0                |
| 1937年（昭和12年） | 2439             | 625              | 2                | 1                |
| 1938年（昭和13年） | 4197             | 860              | 2                | 4                |
| 1939年（昭和14年） | 4058             | 1684             | 0                | 1                |

各年度の郵便貯金及び振替貯金取扱数は次の通りであった。
| 年度               | 郵便貯金預入口数 | 郵便貯金払戻口数 | 振替貯金払込口数 | 振替貯金払渡口数 |
| ------------------ | ---------------- | ---------------- | ---------------- | ---------------- |
| 1922年（大正11年） | 1427             | 732              | 155              | 1                |
| 1923年（大正12年） | 1535             | 615              | 251              | 11               |
| 1924年（大正13年） | 1407             | 868              | 467              | 8                |
| 1925年（大正14年） | 1630             | 713              | 579              | 5                |
| 1926年（昭和元年） | 1236             | 1011             | 681              | 5                |
| 1927年（昭和2年）  | 1008             | 621              | 801              | 8                |
| 1928年（昭和3年）  | 1400             | 593              | 734              | 12               |
| 1929年（昭和4年）  | 1853             | 755              | 691              | 17               |
| 1930年（昭和5年）  | 1985             | 533              | 805              | 6                |
| 1931年（昭和6年）  | 2501             | 879              | 852              | 15               |
| 1932年（昭和7年）  | 2890             | 1053             | 1006             | 19               |
| 1933年（昭和8年）  | 3203             | 1057             | 1042             | 18               |
| 1934年（昭和9年）  | 5951             | 1042             | 1024             | 32               |
| 1935年（昭和10年） | 7155             | 1165             | 1125             | 12               |
| 1936年（昭和11年） | 5468             | 1027             | 1251             | 12               |
| 1937年（昭和12年） | 3588             | 1041             | 1627             | 26               |
| 1938年（昭和13年） | 6127             | 1263             | 1926             | 60               |
| 1939年（昭和14年） | 8061             | 2051             | 2432             | 90               |

各年度末における簡易生命保険契約者数及び保険金残高は次の通りであった。
| 年度               | 契約口数 | 保険金残高（円） |
| ------------------ | -------- | ---------------- |
| 1928年（昭和3年）  | 15       | 3724             |
| 1929年（昭和4年）  | 22       | 4898             |
| 1930年（昭和5年）  | 25       | 5111             |
| 1931年（昭和6年）  | 39       | 7172             |
| 1932年（昭和7年）  | 121      | 22182            |
| 1933年（昭和8年）  | 165      | 28636            |
| 1934年（昭和9年）  | 212      | 34477            |
| 1935年（昭和10年） | 240      | 40901            |
| 1936年（昭和11年） | 227      | 38422            |
| 1937年（昭和12年） | 295      | 53701            |
| 1938年（昭和13年） | 453      | 95033            |
| 1939年（昭和14年） | 632      | 160105           |